# Kyzyl-Kyia
Kyzyl-Kija (ryska: Кызыл-Кия) är en ort i Kirgizistan.   Den ligger i oblastet Batken, i den sydvästra delen av landet, 400 km sydväst om huvudstaden Bisjkek. Kyzyl-Kija ligger 999 meter över havet och antalet invånare är 32 000.
Terrängen runt Kyzyl-Kija är kuperad söderut, men norrut är den platt. Runt Kyzyl-Kija är det ganska tätbefolkat, med 72 invånare per kvadratkilometer. Kyzyl-Kija är det största samhället i trakten. Trakten runt Kyzyl-Kija består i huvudsak av gräsmarker.